# Roni Rios
Ronald Leite Rios, mais conhecido como Roni Rios, (Campos dos Goytacazes, 9 de setembro de 1936 — São Paulo, 16 de maio de 2001) foi um médico veterinário e humorista de rádio e televisão brasileiro. Sua criação mais famosa é a Velha Surda, protagonista de quadro da Praça da Alegria, A Praça É Nossa e outros programas.

## Biografia
Na década de 1960 integrou o elenco de humoristas da TV Rio e TV Record, participando da Praça da Alegria de Manuel de Nóbrega. Na década de 1970 se transferiu para a TV Tupi, onde participou dos humorísticos Balança Mas Não Cai, Deu a Louca no Show e Apertura.
Em 1981, foi contratado pela TVS (atual SBT), atuando no Reapertura (remontagem do Apertura). Em 1987, depois de rápida passagem pela Praça Brasil da TV Bandeirantes, voltou ao SBT para o lançamento de A Praça É Nossa. Nesse programa, Roni Rios interpretou até sua morte as personagens Velha Surda, Philadelpho e Explicadinho do bordão: Eu gosto das coisas muito bem explicadinhas nos seus mínimos detalhes mas prossiga.
Além de ator, Roni também trabalhava como médico veterinário e era presidente do Sindicato dos Médicos Veterinários. Até 2000, ele era diretor do Sindicato dos Artistas.
Morreu de câncer linfático em 2001, aos 64 anos. Desde o dia 3 de janeiro do mesmo ano ele se encontrava internado no hospital Osvaldo Cruz, em São Paulo. O humorista deixou a mulher, Omara Losangeles Masson Rios, e o filho Cassiano Ricardo Rios.

## Filmografia

### Na televisão
| Ano                  | Título           | Papel        |
| -------------------- | ---------------- | ------------ |
| 1958-1970; 1977-1978 | Praça da Alegria | Velha Surda  |
| 1965                 | Ceará contra 007 | Geraldo.     |
| 1965                 | Quem Bate        |              |
| 1965- 1966           | Mãos ao Ar       | Xerife Jones |
| 1981                 | Reapertura       |              |
| 1987-2001            | A Praça é Nossa  | Velha Surda  |
| 1987-2001            | A Praça é Nossa  | Philadelpho  |
| 1987-2001            | A Praça é Nossa  | Explicadinho |